# Pentagonica
Pentagonica  (лат.) — род жуков-жужелиц из подсемейства харпалин.

## Основные характеристики
Для представителей данного рода характерны:
1. гладкая дорсальная поверхность тела, за исключением нормально расположенных щетинок;
2. с первого по третий членики усиков гладкие, за исключением одной щетинки на первом членике и кольцом щетинок на вершине второго и третьего члеников;
3. переднеспинка пятиугольная[1].